# Успенська церква (Горохолин Ліс)
Церква Успіння Пресвятої Богородиці (Горохолин Ліс) — православна церква в селі Горохолин Ліс Івано-Франківської області, належить до Православної церкви України. 

## Історія
Перша Успенська церква в селі з’явилася у 1943 році. Це була дерев’яна культова споруда, названа на честь Успіння Пресвятої Богородиці. У радянський період, в контексті боротьби з релігією, храм було перетворено на музей атеїзму.
У 1967 році будівлю церкви використовували для зйомок сцен фільму «Вій» за мотивами однойменної повісті Миколи Гоголя.
У 2006 році стара дерев’яна церква згоріла за нез’ясованих обставин. Офіційною причиною пожежі назвали порушення правил експлуатації електромережі, однак місцеві жителі пов’язують трагедію із зйомками фільму про нечисту силу в стінах діючого храму, що, на їхню думку, було поганою ознакою.
У 2008 році на місці згорілого храму було збудовано нову церкву. Сучасна Успенська церква виконана з червоної цегли й увінчана золотими куполами. Вона стала не лише духовним центром села, але й символом оновлення після втрат.